# Peyritschia deyeuxioides
Peyritschia deyeuxioides es una especie de plantas herbáceas perteneciente a la familia de las poáceas. Es originario de México.

## Descripción
Tiene tallos de 50-120 cm, glabros, simples. Vainas glabras o débilmente pelosas; lígula de 0.5-3.5 mm; láminas 2-6 mm de ancho, aplanadas, glabras o pilosas. Panícula de 10-20 x 1-4 cm, laxa, péndula, plumosa; eje escabroso a escabriúsculo, visible a menos en parte; ramas adpresas a ascendentes. Espiguillas 5-6 mm; glumas 4.2-5.5 mm, subiguales, 1-nervias; flósculos 2; lema inferior 4.2-5 mm, glabra, 2-lobada; arista 5-9 mm, insertada 2-3 mm arriba de la base de la lema, torcida en el 1/4 inferior; callo con tricomas hasta 0.5 mm; raquilla con abundantes tricomas 2.5 mm o más; estambres 2, las anteras de 1.5 mm. Cariopsis 1.8-2.5 mm; endospermo pastoso. Tiene un número de cromosomas de 2n=28.

## Distribución y hábitat
Se encuentra en áreas húmedas, matorrales, bosques abiertos, a una altitud de 200-2700 metros de México a Colombia, Venezuela y Ecuador.

## Taxonomía
Peyritschia deyeuxioides fue descrita por (Kunth) Finot y publicado en Contributions from the United States National Herbarium 48: 478. 2003.
Sinonimia
- Avena deyeuxioides Kunth	basónimo
- Avena deyeuxioides Griseb. ex E. Fourn.
- Avena trichopodia J.Presl
- Deyeuxia evoluta E.Fourn.
- Deyeuxia triflora Nees
- Trisetaria deyeuxioides (Kunth) Poir.
- Trisetarium deyeuxioides (Kunth) Poir.
- Trisetum deyeuxioides (Kunth) Kunth
- Trisetum deyeuxioides var. deyeuxioides
- Trisetum deyeuxioides var. pubescens Scribn. ex Beal.
- Trisetum evolutum (E.Fourn.) Hitchc.[4][5]